# Учатью
Учатью — река в России, протекает по Гайнскому району Пермского края.

## География и гидрология
Устье реки находится в 28 км от устья реки Сочь по левому берегу. Длина реки составляет 11 км, рядом с рекой отсутствуют населённые пункты.

## Данные водного реестра
По данным государственного водного реестра России относится к Камскому бассейновому округу, водохозяйственный участок реки — Кама от истока до водомерного поста у села Бондюг, речной подбассейн реки — бассейны притоков Камы до впадения Белой. Речной бассейн реки — Кама.
Код объекта в государственном водном реестре — 10010100112111100002140.